# Olfers (Adelsgeschlecht)

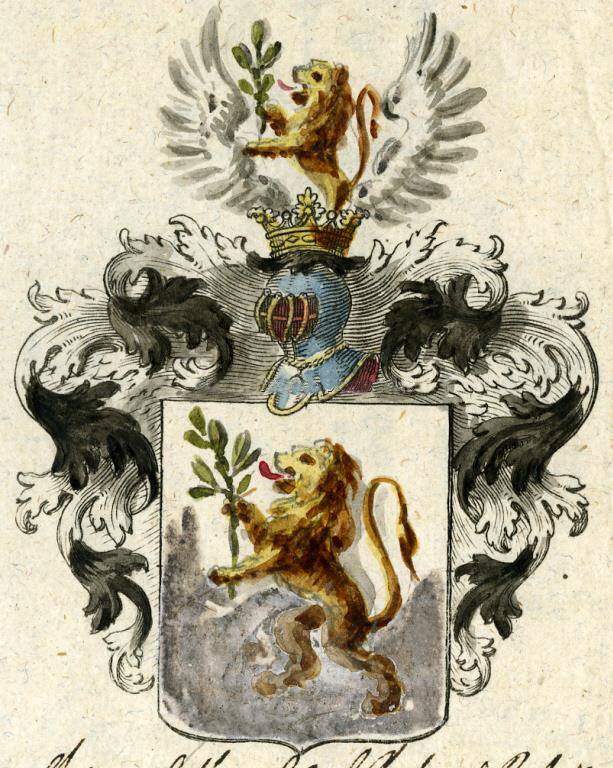
Wappen derer von Olfers, 1803

Olfers ist der Name eines westfälischen Briefadelsgeschlechts.

## Geschichte
Das Geschlecht wurde am 27. August 1803 mit Franz Theodor Olfers, Hofrat zu Münster, zusammen mit seiner Ehefrau Marie Elisabeth geb. Lindenkampf, Tochter des Hermann Lindenkampf, in den Reichsadelsstand mit Prädikat „von“ erhoben. Am 25. Mai 1805 folgte für Franz Theodor von Olfers die preußische Anerkennung des Adelsstands. Die Eheleute hatten folgende Söhne: Benedikt von Olfers (1800–1876), Johann Heinrich von Olfers (1791–1855) und Ignaz von Olfers (1793–1872).
Die Familie gelangte durch die Ehe mit Marie Elisabeth Lindenkampf an Güter in Ostpreußen (Schloss Metgethen).

## Persönlichkeiten
- Benedikt von Olfers (1800–1876), Richter und Abgeordneter
- Erminia von Olfers-Batocki (1876–1954), Schriftstellerin
- Hedwig von Olfers (1799–1891), Schriftstellerin, Ehefrau des Ignaz von Olfers (1793–1872)
- Ignaz von Olfers (1793–1872), Gelehrter, Diplomat, Generaldirektor der Königlichen Museen Berlin
- Johann Heinrich von Olfers (1791–1855), Bankier und Oberbürgermeister von Münster
- Marie von Olfers (1826–1924), Schriftstellerin, Tochter von Ignaz von Olfers (1793–1872)
- Sibylle von Olfers (1881–1916), Kinderbuchillustratorin und -autorin, Erzieherin, Nonne

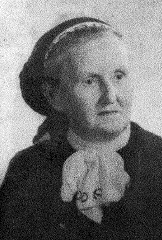
Erminia von Olfers-Batocki (1876–1954)
Hedwig von Olfers (1799–1891)
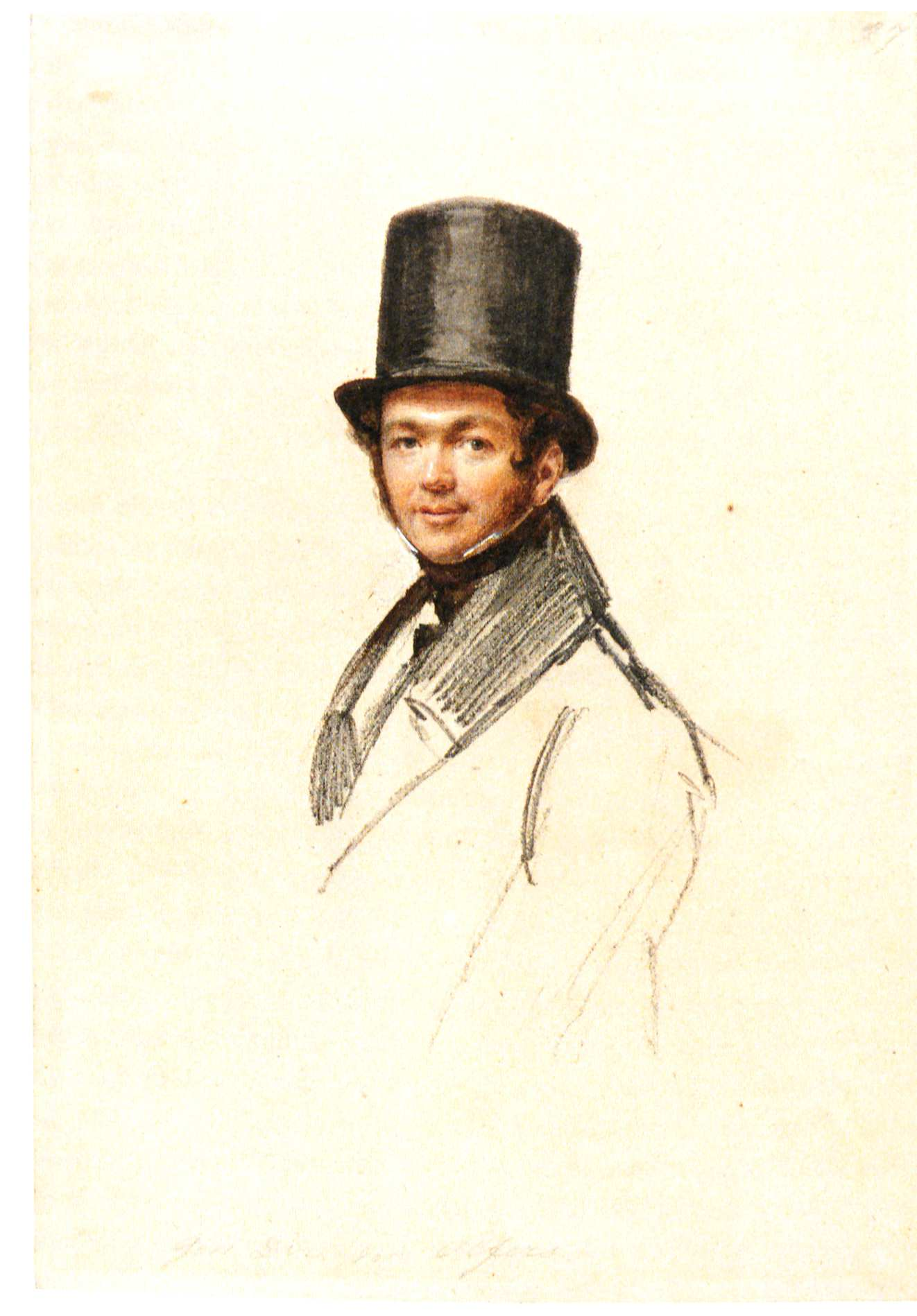
Ignaz von Olfers (1793–1872)
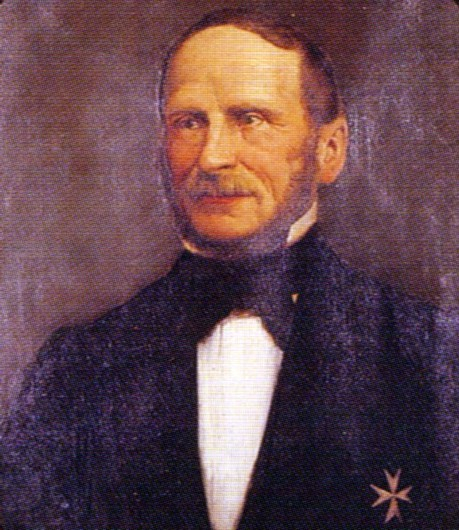
Johann Heinrich von Olfers (1791–1855)
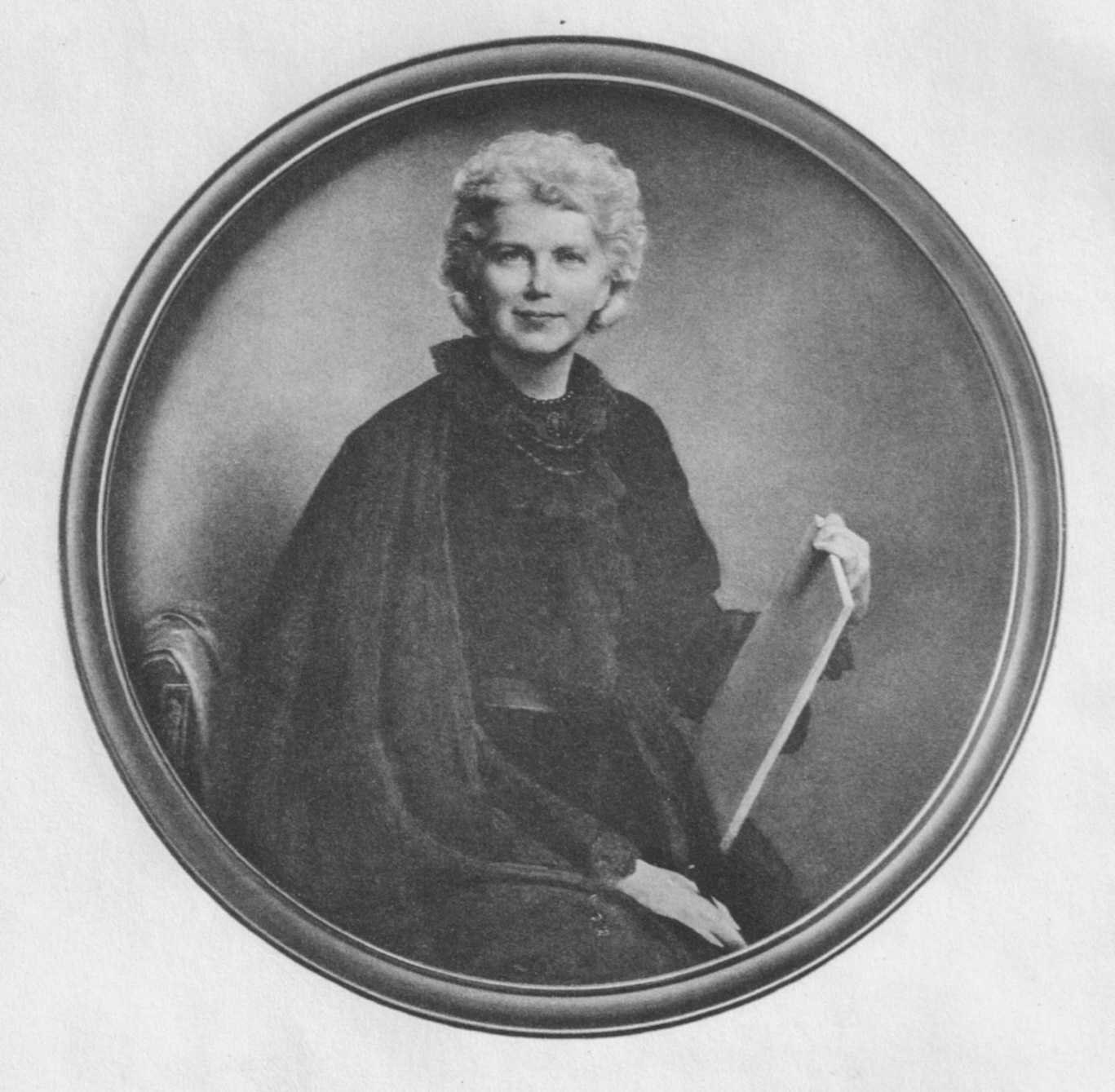
Marie von Olfers (1826–1924)
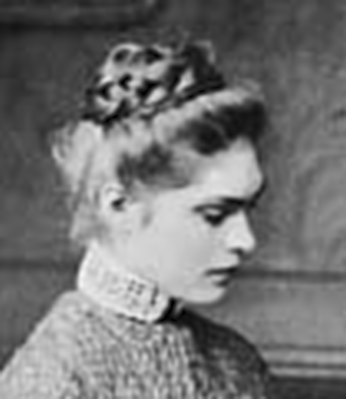
Sibylle von Olfers (1881–1916)

## Wappen
Franz Theodor Olfers erhielt 1803/1805 folgendes Wappen verliehen:
- Blasonierung des Olfers-Wappens von 1803: In Silber ein goldener rechtsspringender Löwe, der einen grünen Ölzweig in der rechten Vorderpranke trägt. Auf dem gekrönten Helm mit schwarz-silbernen Helmdecken ein offener silberner Flug, zwischen der Flügeln der goldene Löwe mit Ölzweig wachsend.
- Blasonierung des Olfers-Wappens von 1805: Wie 1803, allerdings ist der Schild goldumrändert.[5]

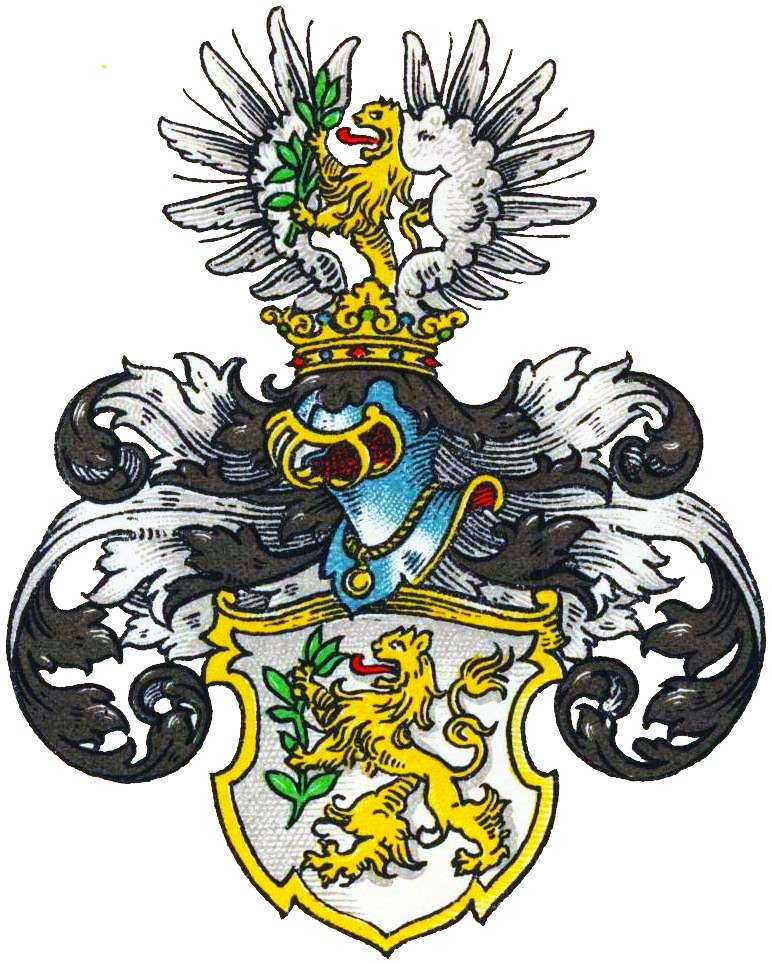
Wappen derer von Olfers (1804) im Wappenbuch des Westfälischen Adels

Franz Theodor Olfers' Ehefrau Maria geb. Lindenkampf bekam 1803 folgendes Wappen verliehen: In Silber zwei ins Andreaskreuz gestellte (aufrecht oder gestürzte) Anker. Auf dem gekrönten Helm ein schwarzer Anker zwischen einen offenen silbernen Flug.

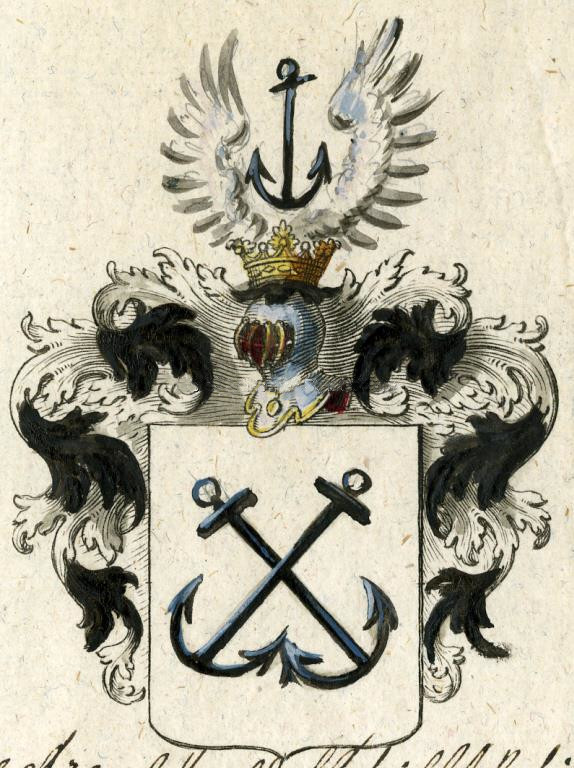
Wappen derer von Lindenkampf, 1803
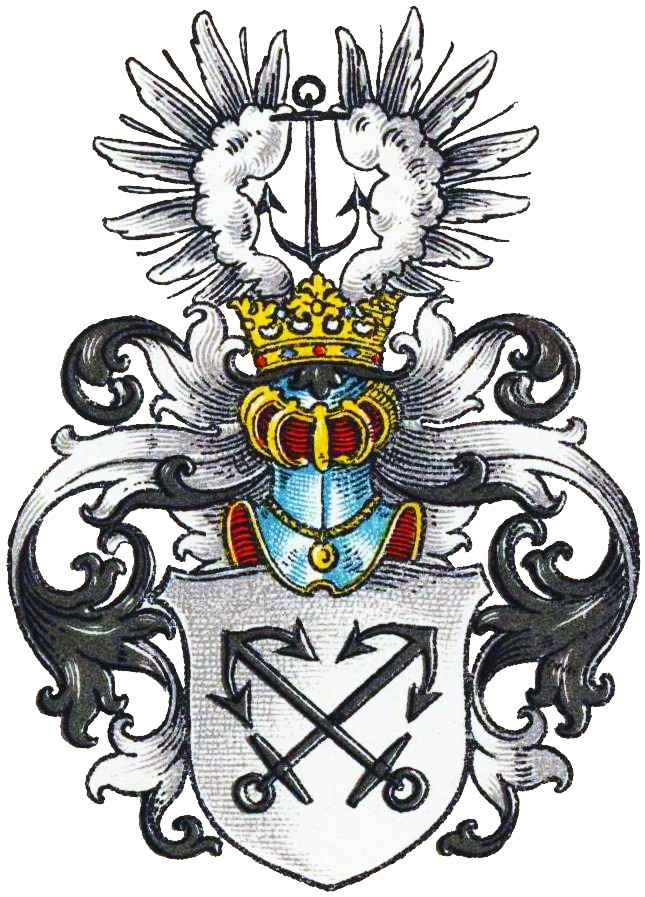
Wappen derer von Lindenkampf im Wappenbuch des Westfälischen Adels

Offenbar vermehrten die Olfers ihr Wappen um das derer von Lindenkamp, so dass Leopold von Ledebur von einem gevierten Wappen berichtet: Felder 1 und 4 der Löwe mit Ölzweig, Felder 2 und 3 die zwei über Kreuz gelegten Anker.

## Weitere Literatur
- Ernst Heinrich Kneschke: Neues allgemeines Deutsches Adels-Lexicon, Band 5: Kalb–Loewenthal, Leipzig 1864, S. 560 (Lindenkampf). (Digitalisat)
- Leopold Freiherr von Ledebur: Adelslexicon der Preußischen Monarchie. Band 3: T–Z, Berlin 1858, S. 301 f. (Digitalisat) (Lindenkampf).